# (13585) Justinsmith
(13585) Justinsmith est un astéroïde de la ceinture principale.

## Description
(13585) Justinsmith est un astéroïde de la ceinture principale. Il fut découvert le 9 octobre 1993 à La Silla par Eric Walter Elst. Il présente une orbite caractérisée par un demi-grand axe de 2,78 UA, une excentricité de 0,08 et une inclinaison de 4,2° par rapport à l'écliptique.

## Compléments